# Larreynaga (ort)
Larreynaga är en liten ort i kommunen Larreynaga, Nicaragua, på slättlandet norr om vulkankedjan Cordillera de los Marrabios. Trots samma namn, är den inte huvudort i kommunen, utan det är Malpaisillo.

## Etymologi
Orten har fått sitt namn efter poeten, advokaten och statsmannen Miguel Jerónimo Larreinaga y Silva.